# أوتو بلوم
أوتو بلوم (بالألمانية: Otto Blum) (و. 1879 – 1944 م) هو أستاذ جامعي، من ألمانيا، ولد في نوينكيرشن، توفي في هانوفر، عن عمر يناهز 65 عاماً.

## مناصب وهيئات
أدار جامعة هانوفر.